# Gail M. Chase
Gail M. Chase (geb. vor 1974) ist eine US-amerikanische Politikerin, die von 1987 bis 2005 Maine State Auditor war.

## Leben
Gail M. Chase wurde in Pawtucket, Rhode Island geboren. Sie studierte am Colby College und machte im Jahr 1974 ihren Abschluss.
Als Mitglied der Demokratischen Partei arbeitete sie von 1980 bis 1992 für das Department of Audit von Maine und gehörte von 1992 bis 1996 dem Repräsentantenhaus von Maine an. Im Jahr 1997 wurde sie zum State Auditor gewählt und übte dieses Amt von 1997 bis 2004 aus. Sie kandidierte im Jahr 2006 erfolglos um einen Sitz im Senat von Maine. Für das Kennebec Valley Council of Governments hat sie mehr als sieben Jahre gearbeitet. Sie war Mitbegründerin eines alternativen Kinos, eines Filmverleihs und eines Filmfestivals und war Treasurer des Railroad Square Cinema, Waterville wie auch der Maine Children's Alliance, der Maine State Employees Association und der Shadow Distribution, sowie Mitglied des Haushalts- und Finanzen Ausschusses im Vorstand der Literacy Volunteers of America in Waterville, Maine. Sie gehört zu den permanenten Mitgliedern der National Association of State Auditors, Comptrollers and Treasurers.
Gail Chase ist verheiratet und lebt in Unity.